# Boyd River (Nymboida River)
Der Boyd River ist ein Fluss im Nordosten des australischen Bundesstaates New South Wales.

## Geographie
Der Fluss entsteht im Guy-Fawkes-River-Nationalpark durch den Zusammenfluss des Sara River und des Guy Fawkes River. Von dort fließt der Fluss zunächst durch den Nationalpark nach Norden. An dessen Nordrand bei Newton Boyd wendet er seinen Lauf nach Osten und mündet bei Buccarumbi nördlich des  Chaelundi-Nationalparks in den Nymboida River.
Nebenflüsse mit Mündungshöhen
- Sara River – 303 m
- Guy Fawkes River – 303 m
- Chandlers Creek – 185 m[1]